# Bruce Murray
Bruce Murray (Germantown (Maryland), 25 de Janeiro de 1966) é um ex-futebolista estadunidense, que atuava como meia-atacante.

## Carreira
Murray se profissionalizou no 	Washington Stars.

## Seleção
Ele é um dos 13 jogadores que até hoje já jogaram tanto a Copa do Mundo de Futebol quanto a de Futsal. Ele participou da Copa do Mundo de Futsal, em 1989, e da Copa do Mundo de Futebol em 1990, marcando gol em ambas.
Atualmente, ele é assistente técnico universitário.

## Títulos
Estados Unidos
- Copa Rei Fahd de 1992: 3º Lugar

### Individual
- 2011 - Incluído no National Soccer Hall of Fame dos EUA[2].
- Um dos 3 jogadores a marcarem gol tanto na Copa do Mundo de Futebol quanto na Copa do Mundo de Futsal[3].
- Artilheiro Copa Rei Fahd de 1992, com 2 gols.